# Liste der Johannes-Nepomuk-Darstellungen im Bezirk Tulln
Der 1729 heiliggesprochene Johannes Nepomuk gilt nach Maria und Josef als der am dritthäufigsten dargestellte Heilige in Österreich. An zahlreichen Standorten gibt es Johannes-Nepomuk-Darstellungen im Bezirk Tulln.
Erst nach Böhmen, aber noch vor dessen Selig- oder Heiligsprechung, setzte in Niederösterreich jene Verehrung Johannes Nepomuks ein, die sich in Form von Statuen und Bildern dokumentiert. Gemessen an der großen Zahl plastischer und bildhafter Darstellungen ist die Zahl der Johannes Nepomuk geweihten Kirchen im Bezirk Tulln allerdings verschwindend gering.

## Standorte
| Foto |                 | Objekt                                                                    | Standort                         | Künstler              | Baujahr | Beschreibung |
| ---- | --------------- | ------------------------------------------------------------------------- | -------------------------------- | --------------------- | ------- | --- |
| ja   | Datei hochladen | Statue Johannes Nepomuk                                                   | Absdorf ·                        |                       | 1724    | Beim Kreisverkehr in der Kremser Straße von Absdorf steht eine Johannes-Nepomuk-Kapelle mit einer Johannes-Nepomuk-Statue aus der Zeit um 1724. Die Kapelle ist auch heute noch eines von drei Zielen von Bittprozessionen. |
|      | Datei hochladen | Statue Johannes Nepomuk HERIS-ID: 26785 Objekt-ID: 23283                  | Abstetten                        |                       |         | In der südlichen Seitenkapelle der Pfarrkirche von Abstetten befindet sich als linke Seitenfigur eine polychromierte Darstellung Johannes Nepomuks aus der Mitte des 18. Jahrhunderts. |
| ja   | Datei hochladen | Statue Johannes Nepomuk HERIS-ID: 26782 Objekt-ID: 23280                  | Abstetten ·                      |                       |         | Bei der Brücke der ehemaligen Bundesstraße 1 über die Große Tulln steht eine Statue Johannes Nepomuks aus der Mitte des 18. Jahrhunderts. |
| ja   | Datei hochladen | Statue Johannes Nepomuk HERIS-ID: 27033 Objekt-ID: 23545                  | Altenwörth ·                     |                       | 1715    | Auf dem Kirchplatz von Altenwörth steht eine Statue Johannes Nepomuks aus dem Jahr 1715. |
| ja   | Datei hochladen | Statue Johannes Nepomuk HERIS-ID: 26878 Objekt-ID: 23384                  | Atzelsdorf ·                     |                       |         | Beim östlichen Ortsende von Atzelsdorf steht eine von Herzogin Maria Theresia von Savoyen gestiftete und mit 1734 datierte Statue Johannes Nepomuks. |
|      | Datei hochladen | Statue Johannes Nepomuk                                                   | Fels am Wagram                   |                       |         | In der Taufkapelle der Pfarrkirche von Fels am Wagram befindet sich ein von Martin Johann Schmidt geschaffenes Gemälde von Johannes Nepomuk. |
| ja   | Datei hochladen | Statue Johannes Nepomuk                                                   | Fels am Wagram ·                 |                       |         | In der Wiener Straße von Fels am Wagram steht eine Statue Johannes Nepomuks aus der zweiten Hälfte des 18. Jahrhunderts. |
| ja   | Datei hochladen | Gemälde Johannes Nepomuk HERIS-ID: 27284 Objekt-ID: 23801                 | Feuersbrunn ·                    |                       |         | Auf dem linken Seitenaltar der Pfarrkirche Feuersbrunn befindet sich ein Gemälde, das den hl. Johannes Nepomuk zeigt. |
|      | Datei hochladen | Statue Johannes Nepomuk                                                   | Frauenhofen                      |                       |         | Am rechten hinteren Wandpfeiler der Kirche von Frauenhofen befindet sich eine Statue Johannes Nepomuks aus dem zweiten Viertel des 18. Jahrhunderts. |
| ja   | Datei hochladen | Statue Johannes Nepomuk HERIS-ID: 27303 Objekt-ID: 23820 marterl.at: 8973 | Gösing am Wagram ·               |                       |         | Bei der Pfarrkirche von Gösing am Wagram steht eine aus der Zeit um 1790 stammende Statue Johannes Nepomuks. |
| ja   | Datei hochladen | Statue Johannes Nepomuk HERIS-ID: 27294 Objekt-ID: 23811                  | Grafenwörth ·                    |                       |         | In der Pfarrkirche von Grafenwörth befindet sich eine Figur Johannes Nepomuks. |
| ja   | Datei hochladen | Statue Johannes Nepomuk HERIS-ID: 27268 Objekt-ID: 23785                  | Grafenwörth ·                    |                       |         | In der Jettsdorfer Straße von Grafenwörth steht eine Statue Johannes Nepomuks aus der ersten Hälfte des 18. Jahrhunderts. |
| ja   | Datei hochladen | Altarbild Johannes Nepomuk HERIS-ID: 27137 Objekt-ID: 23652               | Großweikersdorf ·                | Martin Johann Schmidt | 1749    | Auf dem rechten Seitenaltar der Pfarrkirche von Großweikersdorf befindet sich ein von Martin Johann Schmidt 1749 geschaffenes Altarbild vom Brückensturz Johannes Nepomuks. |
| ja   | Datei hochladen | Statue Johannes Nepomuk HERIS-ID: 27091 Objekt-ID: 23605                  | Großweikersdorf ·                |                       | 1719    | An der Horner Straße in Großweikersdorf steht eine Statue Johannes Nepomuks aus dem Jahr 1719. |
| ja   | Datei hochladen | Bild Johannes Nepomuk HERIS-ID: 27340 Objekt-ID: 23857                    | Heiligeneich ·                   | Joseph Adam Mölk      |         | In der Pfarrkirche von Heiligeneich befindet sich in der südlichen Triumphbogenlaibung eine gemalte Darstellung Johannes Nepomuks als Konsolstatue. |
| ja   | Datei hochladen | Statue Johannes Nepomuk HERIS-ID: 27353 Objekt-ID: 23870                  | Heiligeneich ·                   |                       |         | Nördlich der Kirche von Heiligeneich steht auf einem möglicherweise gotischen Pfeiler eine Statue Johannes Nepomuks aus der zweiten Hälfte des 18. Jahrhunderts. |
| ja   | Datei hochladen | Statue Johannes Nepomuk                                                   | Henzing ·                        |                       |         | Neben der Eingangstür des Hauses Henzing 7 befindet sich in einer Nische eine Statue Johannes Nepomuks aus dem Ende des 18. Jahrhunderts. |
|      | Datei hochladen | Statue Johannes Nepomuk                                                   | Höflein an der Donau             |                       |         | Im Langhaus der Pfarrkirche von Höflein an der Donau befindet sich eine um 1725 geschaffene Darstellung Johannes Nepomuks als Konsolfigur. |
| ja   | Datei hochladen | Statue Johannes Nepomuk HERIS-ID: 8784 Objekt-ID: 4744                    | Höflein an der Donau ·           |                       |         | Nördlich der Pfarrkirche von Höflein an der Donau steht eine mit 1739 datierte Statue Johannes Nepomuks. |
| ja   | Datei hochladen | Statue Johannes Nepomuk                                                   | Jettsdorf ·                      |                       |         | In einem Bildstock im Norden von Jettsdorf befindet sich eine Statue Johannes Nepomuks. |
|      | Datei hochladen | Statue Johannes Nepomuk                                                   | Judenau                          |                       |         | Auf dem Hochaltar der Pfarrkirche von Judenau befindet sich eine aus der ersten Hälfte des 18. Jahrhunderts stammende Konsolstatue Johannes Nepomuks. |
| ja   | Datei hochladen | Statue Johannes Nepomuk HERIS-ID: 27041 Objekt-ID: 23554                  | Judenau ·                        |                       |         | Bei der Brücke über die Große Tulln in Judenau steht eine mit 1750 datierte Statue Johannes Nepomuks. |
| ja   | Datei hochladen | Statue Johannes Nepomuk HERIS-ID: 26533 Objekt-ID: 23014                  | Katzelsdorf ·                    |                       |         | Am östlichen Ortsende von Katzelsdorf steht eine Statue Johannes Nepomuks. Auf dem Sockel befindet sich ein Relief des Brückensturzes. |
|      | Datei hochladen | Statue Johannes Nepomuk                                                   | Kierling                         |                       |         | In der Kapelle der Kierlinger Pfarrkirche befinden sich Statuen der heiligen Josef und Johannes Nepomuk. |
| ja   | Datei hochladen | Statue Johannes Nepomuk HERIS-ID: 8793 Objekt-ID: 4753                    | Kierling ·                       |                       |         | In der Hauptstraße von Kierling steht eine mit 1722 datierte Statue Johannes Nepomuks. |
| ja   | Datei hochladen | Relief Johannes Nepomuk HERIS-ID: 26938 Objekt-ID: 23445                  | Kirchberg am Wagram ·            |                       |         | In der Pfarrkirche von Kirchberg am Wagram befindet sich eine Gegenkanzel mit Reliefs mit Szenen aus dem Leben Johannes Nepomuks. |
| ja   | Datei hochladen | Statue Johannes Nepomuk                                                   | Kirchberg am Wagram              |                       | 1865    | Am Weg, dem sogenannten Katzensprung, vom Talgrund zum obenliegenden Kirchenplatz in Kirchberg am Wagram steht eine mit 1865 datierte Statue Johannes Nepomuks. |
|      | Datei hochladen | Statue Johannes Nepomuk                                                   | Kleinwiesendorf                  |                       |         | In der Ortskapelle von Kleinwiesendorf befindet sich eine Statue Johannes Nepomuks. |
| ja   | Datei hochladen | Statue Johannes Nepomuk HERIS-ID: 12765 Objekt-ID: 8923                   | Klosterneuburg                   |                       |         | Im Hof des nach Plänen von Josef Unger errichteten sogenannten Kreindlhofs befindet sich eine Darstellung Johannes Nepomuks als Nischenfigur. Anmerkung: Oder nach Bild ein Joseph. |
| ja   | Datei hochladen | Statue Johannes Nepomuk HERIS-ID: 12746 Objekt-ID: 8904 marterl.at: 11798 | Klosterneuburg ·                 |                       |         | Bei der Hundskehlenbrücke in Klosterneuburg steht eine Statue Johannes Nepomuks aus der Zeit um 1730. |
|      | Datei hochladen | Statue Johannes Nepomuk                                                   | Königsbrunn am Wagram            |                       | 1983    | In der Pfarrkirche von Königsbrunn am Wagram befindet sich ein Glasfenster mit einer Darstellung Johannes Nepomuks aus dem Jahr 1983. |
| ja   | Datei hochladen | Statue Johannes Nepomuk HERIS-ID: 27080 Objekt-ID: 23594                  | Königsbrunn am Wagram ·          |                       | 1765    | Vor der Schule von Königsbrunn am Wagram steht ein Bildstock Johannes Nepomuks mit dem Chronogramm 1765. |
|      | Datei hochladen | Statue Johannes Nepomuk                                                   | Königstetten                     |                       |         | Auf dem Hochaltar der Pfarrkirche von Königstetten befindet sich eine neugotische Figur Johannes Nepomuks. |
| ja   | Datei hochladen | Statue Johannes Nepomuk HERIS-ID: 26811 Objekt-ID: 23310                  | Königstetten ·                   |                       |         | Bei der Kreuzung Wiener Straße / Alleestraße in Königstetten befindet sich eine auf Wolken kniende Statue Johannes Nepomuks aus der Mitte des 18. Jahrhunderts. |
| ja   | Datei hochladen | Statue Johannes Nepomuk                                                   | Kritzendorf ·                    |                       |         | Beim Eingang zur Sakristei der Pfarrkirche von Kritzendorf steht eine Statue Johannes Nepomuks. |
| ja   | Datei hochladen | Statue Johannes Nepomuk HERIS-ID: 23329 Objekt-ID: 19681                  | Langenlebarn ·                   |                       |         | In der Tullner Straße (bei Nr. 123) steht eine Statue Johannes Nepomuks aus dem 18. Jahrhundert. |
| ja   | Datei hochladen | Statue Johannes Nepomuk HERIS-ID: 26874 Objekt-ID: 23379                  | Langenrohr ·                     |                       | 1858    | In der Pfarrhofstraße von Langenrohr steht eine Johannes-Nepomuk-Kapelle mit einer polychromierten Statue des Heiligen. Errichtet wurde diese Kapelle im Jahr 1858 aus Anlass des 100-jährigen Jubiläums der Weihe der Pfarrkirche. |
| ja   | Datei hochladen | Statue Johannes Nepomuk HERIS-ID: 26528 Objekt-ID: 23007                  | Maria Ponsee ·                   |                       | 1740    | Im Altarraum der Pfarr- und Wallfahrtskirche von Maria Ponsee befindet sich eine um 1740 entstandene polychromierte Konsolstatue Johannes Nepomuks. |
| ja   | Datei hochladen | Gemälde Johannes Nepomuk HERIS-ID: 26880 Objekt-ID: 23386                 | Michelhausen ·                   | Josef Adam Mölck      | 1789    | Beim Eingang zur Johannes-Nepomuk-Kapelle in der Pfarrkirche von Michelhausen befinden sich Wandmalereien mit der Darstellung des in den Wellen der Moldau liegenden Leichnams des Heiligen, einem Engel mit seinen Attributen und dem Medaillon „Zunge“, von den fünf Sternen umgeben, aus dem Jahr 1789 von Josef Adam Mölck. In der 1734 errichteten eigentlichen Johannes-Nepomuk-Kapelle befinden sich Fresken, die ebenfalls 1789 von Josef Adam Mölck stammen. Dargestellt wird die Beichte der Königin, Johannes Nepomuk vor König Wenzel, die Folterung des Heiligen und die Wallfahrt des Heiligen nach Altbunzlau. |
| ja   | Datei hochladen | Statue Johannes Nepomuk HERIS-ID: 26881 Objekt-ID: 23387                  | Michelhausen ·                   |                       |         | Unter der Schubert-Linde am östlichen Ortsende befindet sich eine Statue Johannes Nepomuks. |
| ja   | Datei hochladen | Statue Johannes Nepomuk HERIS-ID: 13816 Objekt-ID: 10027                  | Neuaigen ·                       |                       |         | In der Pfarrkirche von Neuaigen befindet sich eine Figur Johannes Nepomuks aus dem 19. Jahrhundert. |
| ja   | Datei hochladen | Statue Johannes Nepomuk HERIS-ID: 13816 Objekt-ID: 10027                  | Neuaigen ·                       | F. A. Lenzbauer       | 1726    | In der Durchzugsstraße von Neuaigen steht eine Statue Johannes Nepomuks von F. A. Lenzbauer aus dem Jahr 1726. |
| ja   | Datei hochladen | Statue Johannes Nepomuk HERIS-ID: 26952 Objekt-ID: 23459                  | Oberstockstall ·                 |                       |         | Beim Schloss Oberstockstall steht eine Statue Johannes Nepomuks aus dem zweiten Viertel des 18. Jahrhunderts. |
| ja   | Datei hochladen | Relief Johannes Nepomuk HERIS-ID: 27198 Objekt-ID: 23714                  | Ottenthal ·                      |                       | 1747    | In Ottenthal steht ein Tabernakelbildstock aus dem Jahr 1747, auf dem sich unter anderem ein Relief Johannes Nepomuks befindet. |
| ja   | Datei hochladen | Statue Johannes Nepomuk HERIS-ID: 26777 Objekt-ID: 23275                  | Plankenberg ·                    |                       |         | Auf dem Franz-Scheiblehner-Platz von Plankenberg befindet sich an der südwestlichen Ecke der Schlossmauer eine Figurennische mit einer polychromierten Statue Johannes Nepomuks, der auf Wolken und Putten steht. |
| ja   | Datei hochladen | Statue Johannes Nepomuk HERIS-ID: 26748 Objekt-ID: 23242                  | Rappoltenkirchen ·               |                       |         | Im Langhaus der Pfarrkirche von Rappoltenkirchen befinden sich ein Gemälde Johannes Nepomuks aus der Mitte des 18. Jahrhunderts und gegenüber der Kanzel eine Darstellung des Heiligen aus der Zeit um 1740 als Konsolfigur. |
| ja   | Datei hochladen | Statue Johannes Nepomuk HERIS-ID: 26742 Objekt-ID: 23234                  | Rappoltenkirchen ·               |                       |         | Auf einer von Johann Adam Graf Questenberg 1735 gestifteten Dreifaltigkeitssäule in Rappoltenkirchen befindet sich unter anderem auch eine Figur Johannes Nepomuks. |
| ja   | Datei hochladen | Statue Johannes Nepomuk                                                   | Ried am Riederberg ·             |                       |         | In der Hauptstraße von Ried am Riederberg steht ein Kapellenbildstock mit einer Statue Johannes Nepomuks aus dem Ende des 18. Jahrhunderts. |
|      | Datei hochladen | Statue Johannes Nepomuk                                                   | Röhrenbach                       |                       | 1760    | In der Triumphbogenlaibung der Kirche von Röhrenbach befinden sich Darstellungen der heiligen Rochus und Johannes Nepomuks als Konsolfiguren und seitlich des rechten Seitenaltars ein Votivbild mit einer Darstellung des Heiligen aus dem Jahr 1760. |
| ja   | Datei hochladen | Statue Johannes Nepomuk HERIS-ID: 27164 Objekt-ID: 23679                  | Ruppersthal ·                    |                       |         | Vor Schloss Ruppersthal steht eine Statue Johannes Nepomuks aus der zweiten Hälfte des 18. Jahrhunderts. |
|      | Datei hochladen | Statue Johannes Nepomuk                                                   | Sachsendorf                      |                       |         | In der Ortskapelle von Sachsendorf befindet sich eine Figur Johannes Nepomuks aus der Mitte des 19. Jahrhunderts. |
| ja   | Datei hochladen | Statue Johannes Nepomuk HERIS-ID: 26690 Objekt-ID: 23180                  | Sankt Andrä vor dem Hagenthale · |                       | 1957    | Im Langhaus der Pfarrkirche von Sankt Andrä vor dem Hagenthale befindet sich eine Darstellung Johannes Nepomuks in Form einer Glasmalerei aus dem Jahr 1957. Bezeichnet ist sie mit Maria Dick. Auf dem rechten Seitenaltar steht eine Figur des Heiligen aus der ersten Hälfte des 18. Jahrhunderts. |
| ja   | Datei hochladen | Statue Johannes Nepomuk                                                   | Sankt Andrä vor dem Hagenthale · |                       | 1726    | Bei der Brücke über den Hagenbach im Zuge der Greifensteiner Straße in Sankt Andrä vor dem Hagenthale steht eine Statue Johannes Nepomuks aus dem Jahr 1726. |
| ja   | Datei hochladen | Statue Johannes Nepomuk HERIS-ID: 27203 Objekt-ID: 23719 marterl.at: 5029 | Sankt Johann ·                   |                       |         | Im Osten des Ortsgebietes von Sankt Johann steht eine Wegkapelle mit einer Statue Johannes Nepomuks. |
| ja   | Datei hochladen | Statue Johannes Nepomuk HERIS-ID: 27265 Objekt-ID: 23782                  | Seebarn am Wagram ·              |                       |         | Vor dem Schloss Seebarn am Wagram steht in der Ortskapelle Oberseebarn (Burg-/Schlosskapelle hl. Rosalia) eine Statue Johannes Nepomuks. |
| ja   | Datei hochladen | Statue Johannes Nepomuk HERIS-ID: 26722 Objekt-ID: 23214                  | Sieghartskirchen ·               |                       |         | Am Hochaltar der Pfarrkirche von Sieghartskirchen befinden sich Darstellungen der heiligen Vinzenz Ferrer und Johannes Nepomuk aus dem Ende des 19. Jahrhunderts als Seitenfiguren. |
| ja   | Datei hochladen | Statue Johannes Nepomuk HERIS-ID: 26719 Objekt-ID: 23211                  | Sieghartskirchen ·               |                       | 1723    | Am Fuß des Kirchenhügels von Sieghartskirchen steht eine Statue Johannes Nepomuks aus dem Jahr 1723. |
| ja   | Datei hochladen | Statue Johannes Nepomuk HERIS-ID: 26720 Objekt-ID: 23212                  | Sieghartskirchen ·               |                       |         | Beim bei der Brücke über die Kleine Tulln befindlichen Rathaus von Sieghartskirchen steht eine Statue Johannes Nepomuks. |
| ja   | Datei hochladen | Statue Johannes Nepomuk                                                   | Sieghartskirchen ·               |                       |         | Beim südlichen Ortsende bei der Raffelmühle, Pressbaumer Straße, an der Kleinen Tulln steht eine Statue Johannes Nepomuks. |
| ja   | Datei hochladen | Statue Johannes Nepomuk HERIS-ID: 27337 Objekt-ID: 23854                  | Tautendorf ·                     |                       |         | In der Ortskapelle von Tautendorf befindet sich eine im 19. oder 20. Jahrhundert aus Gips gefertigte Darstellung Johannes Nepomuks als Votivstatue. |
| ja   | Datei hochladen | Statue Johannes Nepomuk HERIS-ID: 27352 Objekt-ID: 23869                  | Tautendorf ·                     |                       |         | Bei der Brücke über die Perschling in Tautendorf steht ein Kapellenbildstock mit einer wahrscheinlich aus dem 19. Jahrhundert stammenden Statue Johannes Nepomuks. |
|      | Datei hochladen | Statue Johannes Nepomuk                                                   | Trasdorf                         |                       |         | In der Kirche von Trasdorf befindet sich eine Statue Johannes Nepomuks aus dem 19. Jahrhundert. |
| ja   | Datei hochladen | Statue Johannes Nepomuk HERIS-ID: 23333 Objekt-ID: 19685                  | Trübensee ·                      |                       |         | In Trübensee steht eine Statue Johannes Nepomuks aus der zweiten Hälfte des 18. Jahrhunderts. |
| ja   | Datei hochladen | Statue Johannes Nepomuk HERIS-ID: 25512 Objekt-ID: 21941                  | Tulln an der Donau ·             |                       |         | Vor der Westseite der Pfarrkirche von Tulln an der Donau stehen Statuen der heiligen Karl Borromäus und Johannes Nepomuk, die möglicherweise von Sebastian Gurner stammen und um 1740 entstanden. Ihr ursprünglicher Aufstellungsort war die Wasserkapelle an der Donaulände. Beide Darstellungen stehen unter Denkmalschutz. |
| ja   | Datei hochladen | Gemälde Johannes Nepomuk HERIS-ID: 25512 Objekt-ID: 21941                 | Tulln an der Donau ·             |                       | 1734    | In der linken Seitenkapelle der Pfarrkirche von Tulln an der Donau befindet sich eine Johannes-Nepomuk-Kapelle mit einer Darstellung der Glorie des Johannes Nepomuk von Innozenz Moscherosch aus dem Jahr 1734 als Altarbild. |
| ja   | Datei hochladen | Gemälde Johannes Nepomuk HERIS-ID: 25156 Objekt-ID: 21572                 | Tulln an der Donau ·             |                       |         | Beim Hochaltar der dem heiligen Johannes Nepomuk geweihten Minoritenkirche in Tulln an der Donau befindet sich ein Fresko mit der Darstellung der Vermittlung der Aufnahme des heiligen in den Himmel durch die heilige Maria. Bestandteil des Bildes ist eine Ansicht der Stadt Tulln. Seitlich des Freskos finden sich zwei Girsaillemedaillons, die den Heiligen bei der Verehrung der Madonna von Altbunzlau und als Almosenpfleger des Königs zeigen. Diese beiden Bilder werden Innozenz Moscherosch zugeschrieben. Eine Reliefkartusche am Korb der zwischen 1730 und 1740 entstandenen Kanzel zeigt die Auffindung der Leiche Johannes Nepomuks. Die DeckenFresken zeigen mit dem Brückensturz, der Wallfahrt nach Altbunzlau, der letzten Predigt in Prag, dem Bestechungsversuch des Heiligen durch den König und der Beichte der Königin Szenen aus dem Leben Johannes Nepomuks. Auch dieses Fresko wird Innozenz Moscherosch zugeschrieben. Im Auszug des Altars der rechten westlichen Kapelle befindet sich ein Relief der Madonna von Altbunzlau und auf dem mit 1746 datierten Sakristeischrank ein Aufsatz mit einer bemalten Kartusche mit einer Darstellung Johannes Nepomuks. |
| ja   | Datei hochladen | Kenotaph Johannes Nepomuk HERIS-ID: 25156 Objekt-ID: 21572                | Tulln an der Donau ·             |                       |         | In der Unterkirche der dem heiligen Johannes Nepomuk geweihten Minoritenkirche in Tulln an der Donau befindet sich unterhalb des Hochaltars der Kirche ein Kenotaph mit der Figurengruppe Sterbender Johannes Nepomuks. |
|      | Datei hochladen | Statue Johannes Nepomuk                                                   | Tulln an der Donau               |                       |         | Im Refektorium des ehemaligen Minoritenklosters in Tulln an der Donau befindet sich ein Deckenfresko mit einer Darstellung der Verherrlichung des Johannes Nepomuks mit einem Wappen der Herzogin Maria Theresia von Savoyen. |
| ja   | Datei hochladen | Statue Johannes Nepomuk HERIS-ID: 4258 Objekt-ID: 96                      | Tulln an der Donau ·             |                       | 1732    | Im Stadtgraben beim Schubertpark von Tulln an der Donau steht eine von Maria Magdalena Rausch 1732 gestiftete Statue Johannes Nepomuks. Sie steht unter Denkmalschutz. |
| ja   | Datei hochladen | Statue Johannes Nepomuk HERIS-ID: 27272 Objekt-ID: 23789 marterl.at: 5963 | Wagram am Wagram ·               |                       |         | Im Nordteil des Ortsgebietes von Wagram am Wagram (an der Grenze zu Feuersbrunn neben der Dorfstraße am Beginn des Weges zur Kirche) steht eine Johannes-Nepomuk-Kapelle aus dem 19. Jahrhundert. |
| ja   | Datei hochladen | Statue Johannes Nepomuk HERIS-ID: 8759 Objekt-ID: 4719                    | Weidling ·                       |                       | 1722    | Bei der Brücke über den Weidlingbach in Weidling steht eine Statue Johannes Nepomuks aus dem Jahr 1722. |
|      | Datei hochladen | Statue Johannes Nepomuk                                                   | Wolfpassing                      |                       |         | Im Park von Schloss Wolfpassing steht eine Statue Johannes Nepomuks aus dem zweiten Viertel des 18. Jahrhunderts. |
| ja   | Datei hochladen | Statue Johannes Nepomuk HERIS-ID: 26560 Objekt-ID: 23043                  | Würmla ·                         |                       | 1754    | Auf dem rechten Seitenaltar der Pfarrkirche Würmla befindet sich ein Gemälde mit der Darstellung des Martyriums und der Verklärung des Johannes Nepomuk aus dem Jahr 1754. |
| ja   | Datei hochladen | Statue Johannes Nepomuk                                                   | Würmla ·                         |                       |         | In der Hauptstraße von Würmla steht eine um 1970 errichtete und dem heiligen Johannes Nepomuk geweihte Kapelle mit einer aus dem Ende des 18. Jahrhunderts stammenden Statue des Heiligen. |
| ja   | Datei hochladen | Statue Johannes Nepomuk                                                   | Zeiselmauer ·                    |                       |         | In der Tullner Straße (bei Nr. 21) in Zeiselmauer steht eine Statue Johannes Nepomuks mit einer Inschrift und einem Chronogramm aus der ersten Hälfte des 18. Jahrhunderts. |
| ja   | Datei hochladen | Statue Johannes Nepomuk HERIS-ID: 25656 Objekt-ID: 22099                  | Zwentendorf an der Donau ·       |                       |         | Auf dem Hauptplatz von Zwentendorf an der Donau steht eine aus der Mitte des 18. Jahrhunderts stammende Statue Johannes Nepomuks. Er wird der Werkstätte Lorenzo Mattiellis zugeschrieben. |